# Costantino VI di Costantinopoli
Costantino VI (Bursa, 1859 – Atene, 28 novembre 1930) è stato un arcivescovo ortodosso greco con cittadinanza turca, che ha ricoperto la carica di patriarca ecumenico di Costantinopoli dal 17 dicembre 1924 fino alle sue dimissioni del 22 maggio 1925.
Espulso dal paese dalle autorità turche, regnò effettivamente solo fino al 30 gennaio 1925.

## Biografia
Nacque nel 1859. Studiò presso la scuola teologica di Halki. Nel 1896 fu nominato vescovo di Rodosto, soggetto alla metropolia di Adrianopoli (Edirne). Nel 1899 fu promosso a metropolita di Vella e Konitsa; in seguito fu trasferito alle metropolie di Trebisonda (1906), Cizico (1913), Prusa (1922) e Derco (1924).
Il 17 dicembre 1924 fu eletto patriarca ecumenico e lo stesso giorno fu intronizzato. Tuttavia, secondo gli accordi, le autorità turche lo consideravano "intercambiabile" e il 30 gennaio 1925 fu deportato da Istanbul tramite ferrovia. Inizialmente fu ospitato a Salonicco, dove protestò invano alla Società delle Nazioni per consentirgli di tornare. Il 22 maggio 1925 si dimise.
Si recò quindi a Chalkida per qualche tempo, come ospite della Metropolia di Chalkida. Alla fine si stabilì definitivamente a  Nuova Philadelphia, nell'Attica, in una casa che gli era stata assegnata.
Morì il 28 novembre 1930 e fu sepolto nel cimitero di Atene. Nel 2011 le sue ossa furono traslate a Costantinopoli e il 6 marzo 2011 furono sepolte nel monastero degli Zoodochos Pigi Valoukli.